# Бартоломеу Велью

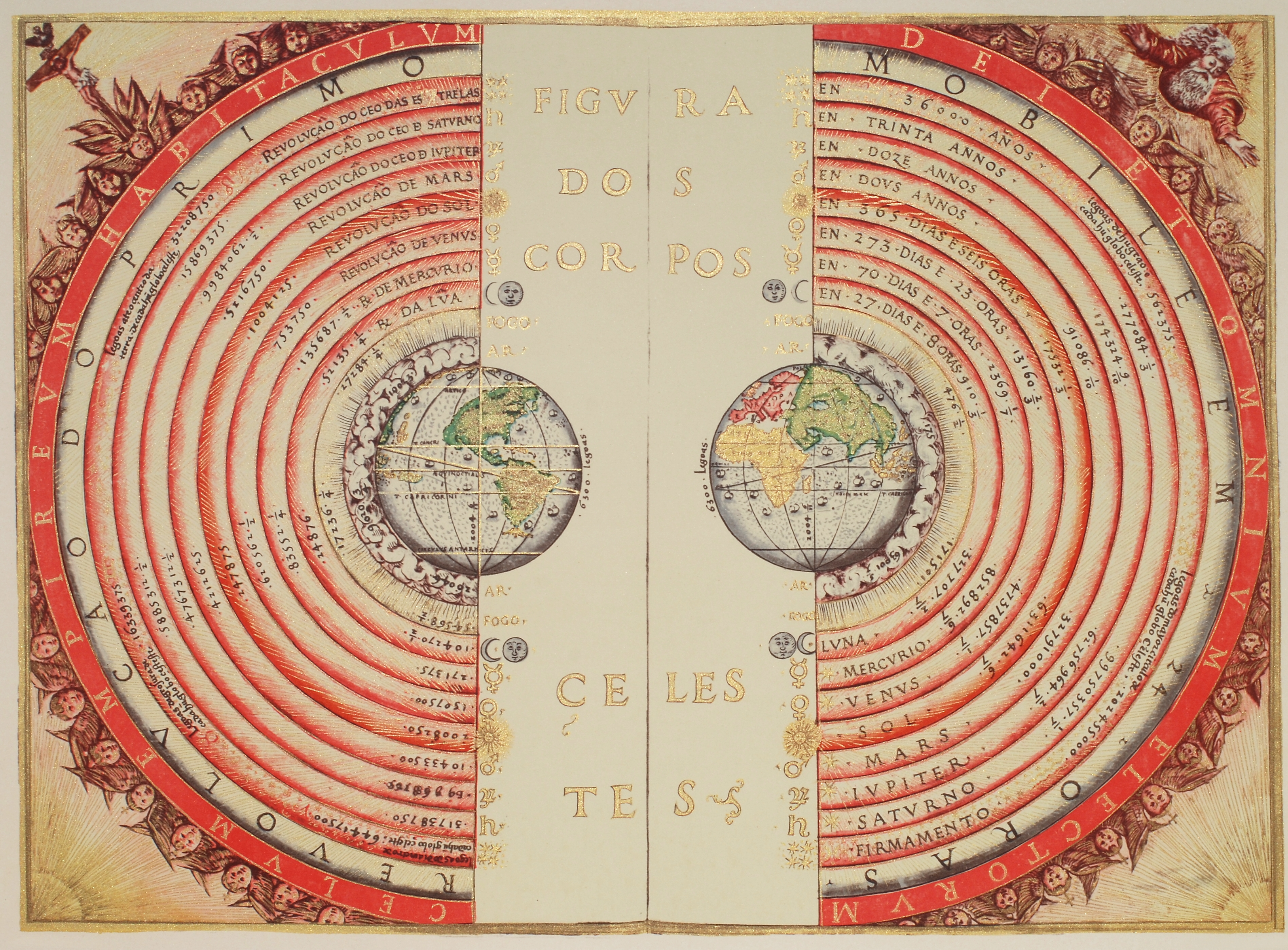
Ілюстрація з Птолемеївської геоцентристської моделі Всесвіту роботи Бартоломеу Велью, Cosmographia (Національна бібліотека Франції, Париж).

Бартоломе́у Ве́лью (порт. Bartolomeu Velho, *?—†1568) — португальський картограф і космограф XVI століття.
Велью підготував Загальну мапу Землі (Carta General do Orbe) у 1561 році для португальського короля Себастьяна I.
Потому він переїхав до Франції, де працював над трактатом Космоґрафія (Cosmographia), який було опубліковано в Парижі у 1568 році, році його смерті.

## Виноски
1. ↑  Інститут і Музей історії науки. Архів оригіналу за 5 серпня 2010. Процитовано 18 червня 2008.